# Otto Piffl
Otto Piffl (* 23. Januar 1866 in Landskron; † 23. Januar 1926 ebenda) war ein österreichischer Oto-Rhino-Laryngologe.
Er studierte an der Karls-Universität Prag Medizin und schloss 1892 mit dem Dr. med. das Studium ab. Danach arbeitete er als Assistent des Otologen Zoufal. Im Jahre 1901 habilitierte er sich für Otologie und Rhinologie und wurde 1908 Vorstand und außerordentlicher Professor. 1923 wurde er ordentlicher Professor der Oto-Rhinologie und damit erster Ordinarius für dieses Fach an der Deutschen Universität in Prag. Außerdem begründete er die Vereinigung der deutschen Ohrenärzte in der Tschechoslowakei.